# Île Raphael
Île Raphael je otok u otočju St. Brandon, skupini od trideset vanjskih otoka Mauricijusa. Otok je dobio ime po Veuve Raphaël.
Populacija Île Raphaela broji manje od 40 ljudi i čini većinu cjelokupne populacije Saint Brandona. Neki rezidentni zaposlenici tvrtke Raphael Fishing Company ostaju i rade na otoku do sedam mjeseci, ovisno o sezoni. Île Raphaël glavna je baza za ribolov na strunu, mušičarenje i mušičarske aktivnosti lokalnih ribara.

## Vanjske poveznice
|  | Zajednički poslužitelj ima još gradiva o temi Île Raphael |